# Billy Grammer
Billy Wayne Grammer (Benton, 28 de agosto de 1925 - 10 de agosto de 2011) foi um cantor e guitarrista de música country norte-americano. Ele era conhecido por sua canção "Gotta Travel On", que vendeu mais de um milhão de discos e o levou às paradas de sucesso em 1959.
Foi um um cantor que se apresentava com regularidade no Grand Ole Opry.
Faleceu em 10 de agosto de 2011, devido a complicações de uma parada cardíaca sofrida sete meses antes.